# Lp (пространство)
{\displaystyle L^{p}} (также встречается обозначение {\displaystyle L_{p}}; читается «эль-пэ»; также — лебеговы пространства) — это пространства измеримых функций, таких, что их {\displaystyle p}-я степень интегрируема, где {\displaystyle p\geqslant 1}.
{\displaystyle L^{p}} — важнейший класс банаховых пространств. {\displaystyle L^{2}} (читается «эль-два») — классический пример гильбертова пространства.

## Построение
Для построения пространств {\displaystyle L^{p}} используются {\displaystyle {\mathcal {L}}^{p}}-пространства. Пространство {\displaystyle {\mathcal {L}}^{p}(X,\;{\mathcal {F}},\;\mu )} для пространства с мерой {\displaystyle (X,\;{\mathcal {F}},\;\mu )} и {\displaystyle 1\leqslant p<\infty } — множество измеримых функций, определённых на этом пространстве, таких что:
{\displaystyle \int \limits _{X}|f(x)|^{p}\,\mu (dx)<\infty }.
Как следует из элементарных свойств интеграла Лебега и неравенства Минковского, пространство {\displaystyle {\mathcal {L}}^{p}(X,\;{\mathcal {F}},\;\mu )} линейно.
На линейном пространстве {\displaystyle {\mathcal {L}}^{p}(X,\;{\mathcal {F}},\;\mu )} вводится полунорма:
{\displaystyle \|f\|_{p}=\left(\int \limits _{X}|f(x)|^{p}\,\mu (dx)\right)^{\frac {1}{p}}}.
Неотрицательность и однородность следуют напрямую из свойств интеграла Лебега, а неравенство Минковского является неравенством треугольника для этой полунормы
Далее, на {\displaystyle {\mathcal {L}}^{p}} вводится отношение эквивалентности: {\displaystyle f\sim g}, если {\displaystyle f(x)=g(x)} почти всюду. Это отношение разбивает пространство {\displaystyle {\mathcal {L}}^{p}} на непересекающиеся классы эквивалентности, причём полунормы любых двух представителей одного и того же класса совпадают. На построенном факторпространстве (то есть семействе классов эквивалентности) {\displaystyle {\mathcal {L}}^{p}/\sim } можно ввести норму, равную полунорме любого представителя данного класса. По определению, все аксиомы полунормы сохранятся, и вдобавок в силу изложенного построения оказывается выполненной и положительная определённость.
Факторпространство {\displaystyle \left({\mathcal {L}}^{p}/\!\sim ,\;\|\cdot \|_{p}\right)} с построенной на нём нормой и называется пространством {\displaystyle L^{p}(X,\;{\mathcal {F}},\;\mu )} или просто {\displaystyle L^{p}}.
Чаще всего данное построение имеют в виду, но не упоминают явно, а элементами {\displaystyle L^{p}} называют не классы эквивалентности функций, а сами функции, определённые «с точностью до меры нуль».
При {\displaystyle 0<p<1} {\displaystyle L^{p}} не образуют нормированного пространства, так как не выполняется неравенство треугольника, однако образуют метрические пространства. В этих пространствах нет нетривиальных линейных непрерывных операторов.

## Полнота
Норма на {\displaystyle L^{p}} вместе с линейной структурой порождает метрику:
{\displaystyle d(f,\;g)=\|f-g\|_{p}},
а следовательно, на пространствах возможно определить сходимость: последовательность функций {\displaystyle \{f_{n}\}_{n=1}^{\infty }\subset L^{p}} называют сходящейся к функции {\displaystyle f\in L^{p}}, если:
{\displaystyle \|f_{n}-f\|_{p}\to 0} при {\displaystyle n\to \infty }.
По определению, пространство {\displaystyle L^{p}} полно, когда любая фундаментальная последовательность в {\displaystyle L^{p}} сходится к элементу этого же пространства. Таким образом {\displaystyle L^{p}} — банахово пространство.

## ПространствоL²
В случае {\displaystyle p=2} норма порождается скалярным произведением. Таким образом, вместе с понятием «длины» здесь имеет смысл и понятие «угла», а следовательно и смежные понятия, такие как ортогональность, проекция.
Скалярное произведение на пространстве {\displaystyle L^{2}} вводится следующим образом:
{\displaystyle \langle f,\;g\rangle =\int \limits _{X}f(x)\,{\overline {g(x)}}\,\mu (dx)},
в случае, если рассматриваемые функции комплекснозначные, или:
{\displaystyle \langle f,\;g\rangle =\int \limits _{X}f(x)\,{g(x)}\,\mu (dx)},
если они вещественные. Тогда, очевидно:
{\displaystyle \|f\|_{2}={\sqrt {\langle f,\;f\rangle }}},
то есть норма порождается скалярным произведением. Ввиду полноты любого {\displaystyle L^{p}} следует, что {\displaystyle L^{2}} — гильбертово.

## ПространствоL∞
Пространство {\displaystyle L^{\infty }} строится из пространства {\displaystyle {\mathcal {L}}^{\infty }(X,\;{\mathcal {F}},\;\mu )} измеримых функций, ограниченных почти всюду, отождествлением между собой функций, различающиеся лишь на множестве меры нуль, и, положив по определению:
{\displaystyle \|f\|_{\infty }=\mathrm {ess} \sup \limits _{x\in X}|f(x)|}, где {\displaystyle \mathrm {ess} \sup } — существенный супремум функции.
{\displaystyle L^{\infty }} — банахово пространство.
Метрика, порождаемая нормой {\displaystyle \|\cdot \|_{\infty }}, называется равномерной. Также называется и сходимость, порождённая такой метрикой:
{\displaystyle f_{n}\to f} в {\displaystyle L^{\infty }}, если {\displaystyle \mathrm {ess} \sup \limits _{x\in X}|f_{n}(x)-f(x)|\to 0} при {\displaystyle n\to \infty }.

## Свойства
- Сходимость функций почти всюду не влечёт сходимость в пространстве {\displaystyle L^{p}}. Пусть {\displaystyle f_{n}(x)=n^{1/p}} при {\displaystyle x\in (0,1/n]} и {\displaystyle f_{n}(x)=0} при {\displaystyle x\in (1/n,1]}, {\displaystyle f_{n}\in L^{p}}. Тогда {\displaystyle f_{n}\to 0} почти всюду. Но {\displaystyle \|f_{n}\|_{p}^{p}=\int _{0}^{1}|f_{n}|^{p}d\mu =1}. Обратное также неверно.
- Если {\displaystyle \|f_{n}-f\|_{p}\to 0} при {\displaystyle n\to \infty }, то существует подпоследовательность {\displaystyle f_{n_{k}}}, такая что {\displaystyle f_{n_{k}}\to f} почти всюду.
- {\displaystyle L^{p}} функции на числовой прямой могут быть приближены гладкими функциями. Пусть {\displaystyle L_{C^{\infty }}^{p}(\mathbb {R} ,\;{\mathcal {B}}(\mathbb {R} ),\;m)} — подмножество {\displaystyle L^{p}(\mathbb {R} ,\;{\mathcal {B}}(\mathbb {R} ),\;m)}, состоящее из бесконечно гладких функций. Тогда {\displaystyle L_{C^{\infty }}^{p}} всюду плотно в {\displaystyle L^{p}}.
- {\displaystyle L^{p}(\mathbb {R} ,\;{\mathcal {B}}(\mathbb {R} ),\;m)} — сепарабельно при {\displaystyle p<\infty }.
- Если {\displaystyle \mu } — конечная мера, например, вероятность, и {\displaystyle 1\leqslant p\leqslant q\leqslant \infty }, то {\displaystyle L^{q}\subset L^{p}}. В частности, {\displaystyle L^{2}\subset L^{1}}, то есть случайная величина с конечным вторым моментом имеет конечный первый момент.

## Сопряжённые пространства
Для пространств {\displaystyle \left(L^{p}\right)^{\star }}, сопряжённое к {\displaystyle L^{p}} (пространств линейных функционалов на {\displaystyle L^{p}}) имеет место следующее свойство: если {\displaystyle 1<p<\infty }, то {\displaystyle \left(L^{p}\right)^{\star }} изоморфно {\displaystyle L^{q}} ({\displaystyle \left(L^{p}\right)^{\star }\cong L^{q}}), где {\displaystyle 1/p+1/q=1}. Любой линейный функционал на {\displaystyle L^{p}} имеет вид:
{\displaystyle g(f)=\int \limits _{X}f(x)\,{\tilde {g}}(x)\,\mu (dx),}
где {\displaystyle {\tilde {g}}(x)\in L^{q}}.
В силу симметрии уравнения {\displaystyle 1/p+1/q=1}, само пространство {\displaystyle L^{p}} дуально (с точностью до изоморфизма) к {\displaystyle L^{q}}, а следовательно:
{\displaystyle \left(L^{p}\right)^{\star \star }\cong L^{p}.}
Этот результат справедлив и для случая {\displaystyle p=1}, то есть {\displaystyle \left(L^{1}\right)^{\star }=L^{\infty }}. Однако {\displaystyle \left(L^{\infty }\right)^{\star }\not \cong L^{1}} и, в частности, {\displaystyle \left(L^{1}\right)^{\star \star }\not \cong L^{1}}.

## Пространстваℓp
Пусть {\displaystyle (X,\;{\mathcal {F}},\;\mu )=\left(\mathbb {N} ,\;2^{\mathbb {N} },\;m\right)}, где {\displaystyle m} — счётная мера на {\displaystyle \mathbb {N} }, то есть {\displaystyle m(\{n\})=1,\;\forall n\in \mathbb {N} }. Тогда если {\displaystyle p<\infty }, то пространство {\displaystyle \ell ^{p}\left(\mathbb {N} ,\;2^{\mathbb {N} },\;m\right)} представляет собой семейство последовательностей вида {\displaystyle \{x_{n}\}_{n=1}^{\infty }}, таких что:
{\displaystyle \sum _{n=1}^{\infty }|x_{n}|^{p}<\infty }.
Соответственно, норма на этом пространстве задаётся
{\displaystyle \|x\|_{p}=\left(\sum \limits _{n=1}^{\infty }|x_{n}|^{p}\right)^{\frac {1}{p}}}.
Получившееся нормированное пространство обозначается {\displaystyle \ell ^{p}}.
Если {\displaystyle p=\infty }, то рассматривается пространство ограниченных последовательностей с нормой:
{\displaystyle \|x\|_{\infty }=\sup \limits _{n\in \mathbb {N} }|x_{n}|}.
Получившееся пространство называется {\displaystyle \ell ^{\infty }}, оно является примером несепарабельного пространства.
Как и в общем случае, положив {\displaystyle p=2}, получается гильбертово пространство {\displaystyle \ell ^{2}}, чья норма порождена скалярным произведением:
{\displaystyle \langle x,\;y\rangle =\sum _{n=1}^{\infty }x_{n}{\overline {y_{n}}}},
если последовательности комплекснозначные, и:
{\displaystyle \langle x,\;y\rangle =\sum _{n=1}^{\infty }x_{n}{y_{n}},}
если они вещественны.
Пространство, сопряжённое с {\displaystyle \ell ^{p}}, где {\displaystyle 1<p<\infty } изоморфно {\displaystyle \ell ^{q}}, {\displaystyle 1/p+1/q=1}. Для {\displaystyle p=1:\left(\ell ^{1}\right)^{\star }=\ell ^{\infty }}. Однако {\displaystyle \left(\ell ^{\infty }\right)^{\star }\not \cong \ell ^{1}}.